# Dakan
Dakan é um filme dramático francês/guineense de 1997 escrito e dirigido por Mohamed Camara. Estreou no Festival de Cinema de Cannes. Contando a história de dois jovens que lutam contra o amor um pelo outro, foi descrito como o primeiro longa-metragem da África Ocidental a lidar com a homossexualidade.

## Enredo
Manga e Sory são dois jovens apaixonados. Manga conta para sua mãe viúva sobre o relacionamento, e Sory conta para seu pai. Ambos os pais proíbem seus filhos de se verem novamente. Sory se casa e tem um filho. A mãe de Manga recorre à bruxaria para curar seu filho, e ele passa, sem sucesso, por uma longa forma de terapia de aversão. Ele conhece e fica noivo de uma mulher branca chamada Oumou. Os dois homens tentam fazer com que seus relacionamentos heterossexuais funcionem, mas acabam se voltando um para o outro. A mãe de Manga finalmente dá sua bênção ao casal e no final do filme vemos Sory e Manga partindo juntos em direção a um futuro incerto.

## Elenco
- Mohamed Camara
- Cécile Bois
- Mamady Mory Camara
- Koumba Diakite
- Aboucar Touré
- Kade Seck

## Antecedentes e produção
Dakan foi descrito de várias maneiras como o primeiro filme da África Ocidental, o primeiro filme subsaariano e o primeiro filme de um negro africano a lidar com a homossexualidade. Retrata o conflito entre personagens homossexuais e suas famílias em uma sociedade onde a homossexualidade é um tabu. De acordo com Monica Bungaro em "Male Feminist Fiction", o filme sugere que a homossexualidade é de fato natural e generalizada. Sory parece ser atraente para vários outros jovens, e a relação entre Sory e Manga é aceita por seus colegas de classe.
Camara começou a fazer Dakan com financiamento dos governos da França e da Guiné. Quando o governo guineense descobriu que o assunto era a homossexualidade, retirou o financiamento. Camara usou seu próprio dinheiro para financiar o projeto e recebeu algum apoio financeiro da rede de televisão francesa La Sept. As filmagens foram interrompidas por manifestantes furiosos. O elenco consistia em atores guineenses locais e uma atriz francesa. Camara originalmente planejou fazer o papel de Manga, mas acabou interpretando o pai de Sori. A trilha sonora traz a música do músico guineense Sory Kandia Kouyate.

## Distribuição
Dakan estreou no Festival de Cinema de Cannes de 1997 durante a Quinzena dos Realizadores. Foi exibido em vários outros festivais de cinema, incluindo o Festival de Cinema Lésbico e Gay de Nova Iorque de 1998, o Festival Internacional de Cinema Lésbico e Gay de São Francisco e o Festival Pan-Africana de Cinema e Televisão de Uagadugu de 1999 em Burquina Fasso. Estreou nos cinemas franceses em 7 de julho de 1999. Foi lançado no DVD da Região 2 pela Éclair em 22 de setembro de 2005. Em 2006, Dakan foi exibido no Museu de Arte Moderna na exibição "Another Wave: Global Queer Cinema" na Cidade de Nova Iorque".

## Recepção
Em 1998, Dakan ganhou o Grande Prêmio do Júri de Melhor Filme Narrativo Estrangeiro no L.A. Outfest. Escrevendo para a Variety, David Stratton chamou-o de "um pioneiro no contexto africano" e elogiou o uso da música tradicional. Ele disse que o público ocidental pode achar a história "leve". No The New York Times, Anita Gates disse que o filme carece de sutileza mas que dentro de seu contexto, é significativo.